# Айя (фильм)
«Айя» — советский двухсерийный телефильм 1987 года режиссёра Вариса Брасла по мотивам одноимённого романа Яниса Яунсудрабиньша.

## Сюжет
События происходят в начале XX века в Латвии. Янис после долгого отсутствия возвращается в родное село, убеждая себя, что едет к родителям, а не для того, чтобы увидеть свою юношескую любовь — Айю. Когда-то он не мог смириться с замужеством Айи, которую любил с детства, и уехал в Ригу. Оказывается, что муж Айи, некогда богатый селянин, спился и погиб, а она осталась одна с тремя детьми. Охваченный прежним чувством, Янис, без прежних обид и вопреки просьбам родителей, женится на ней. Но вскоре понимает: Айя вышла за него не по любви, а в надежде вырваться из бедности. Янис верит, что трудолюбие и порядочность принесут в семью достаток и счастье, но Айя уже привыкла к другой жизни… Вскоре Янис узнаёт, что Айя встречается со своим давним приятелем Айзупсом, который время от времени дает ей деньги. Не в силах вынести это, Янис уходит из жизни.

## В ролях
- Зане Янчевска — Айя
- Юрис Жагарс — Янис
- Дита Кренберга — Иева
- Антра Лиедскалныня — мать Яниса
- Валдемарс Зандбергс — отец Яниса
- Велта Лине — хозяйка
- Эдуардс Павулс — хозяин
- Даце Эверса — Пакалне
- Паул Буткевич — Пакалнс
- Юрис Каминскис — Зизумс
- Визма Калме — Зизума
- Андрис Берзиньш — Юрис Айзупс

## О фильме
Фильм снят по заказу Гостелерадио СССР, премьера состоялась на московском телевидении 16 ноября 1987 года.
Это вторая экранизация романа, первая — фильм «Эхо» 1959 года.
О решении снять фильм режиссёр Варис Брасла говорил, что его привлекла тогда литературная основа — он с благоговением открывал роман:

 Там меньше социальных вопрсов, более человеческих моментов и характеров. Многие человеческие, этические, моральные вещи всплывают. Яунсудрабиньш очень тонко сплетает сюжет. Герой романа Янис — очень тонкая душа, грубо раненый, он погибает. Там мне по-человечески близкие вещи. Там язык и сельский воздух, там внутри — на каждой странице — моё.Оригинальный текст (латыш.)Tur mazāk ir sociālas lietas, vairāk cilvēciskais moments un raksturi. Jaunsudrabiņš ir ļoti smalks "tamborētājs”. Jānis, ko Juris Žagars spēlēja, ir ļoti smalka dvēsele, saduroties ar raupjumu, viņš faktiski iet bojā. Tur ir man cilvēciski tuvas lietas. Tā valoda un lauku gaiss, kas tur ir iekšā katrā lappusē, tas ir mans. Ar lielu bijību šķīru vaļā grāmatu un arī scenāriju.
— режиссёр Варис Брасла

## Критика
Сценарист и режиссёр, создавая свою версию знаменитого произведения, были недостаточно смелы в поисках новой экранной реальности, однако, картина сделана добротно и она имеет зрительский успех.— Виктор Авотиньш, журнал «Искусство», 1988 год

## Награды
- Большой Кристап в номинации «Лучшая актриса» исполнительнице главной роли в фильме актрисе Зане Янчевской.